# جراحة نسائية
تشير الجراحة النسائية إلى الجراحة التي تجرى على الجهاز التناسلي الأنثوي. عادةً ما يتم إجراء الجراحات النسائية بواسطة أطباء النساء. وتشمل الجراحة إجراءات لحالات حميدة، السرطان، العقم وسلس البول. قد تجرى في بعض الأحيان جراحات نسائية بغرض اختياري أو تجميلي.